# Адлерська срібляста
Адлерська срібляста (англ. Adler silver) — породна група курей. Тип продуктивності м'ясо-яєчний. При виведенні породи на Адлерській птахофабриці були схрещені наступних порід: російська біла, Нью-Гемпшир, білий плімутрок, першотравнева, юрловська голосиста.

## Опис
Оперення дорослої птиці колумбійське, курчат — жовте. Гребінь листоподібний, вушні мочки червоні, невеликі. Дзьоб жовтий. Голова округла, широка. Широка пряма спина і широкі груди. Ноги жовті, середньої довжини. Кістяк міцний, добре розвинений. Хвіст і крила невеликі.

## Продуктивність
Маса курей у 12 місячному віці 2,5-2,8 кг, півнів — 3,5-3,9 кг. Несучість на першому році продуктивності 170—190 яєць при масі 58-59 г, забарвлення шкаралупи кремове. Птах починає нестися в 6-6,5 місяців. Збереження молодняку 98 %, дорослої птиці 86 %.

## Порідні особливості
Схильність до насиджування невелика. Кури невибагливі. Використовують з метою створення аутосексної батьківської форми м'ясних курей. Схрещування курей Адлерської сріблястої з півнями Нью-Гемпшир і Род-Айленд дає аутосексне потомство, що має статеві відмінності за забарвленням пуху в добовому віці: півники пофарбовані світло, курочки мають палевий пух.